# Municipio de Adrian (Kansas)
El municipio de Adrian (en inglés: Adrian Township) está ubicado en el condado de Jackson, en el estado de Kansas (Estados Unidos).

## Geografía
El municipio de Adrian se encuentra ubicado en las coordenadas 39°20′46″N 95°58′40″O / 39.34611, -95.97778. Según la Oficina del Censo de los Estados Unidos, en 2010 tenía una superficie total de 77,35 km², de la cual 77,21 (99,82%) correspondían a tierra firme y 0,14 (0,18%) a agua.

## Demografía
Según el censo de 2010, el municipio de Adrian estaba habitado por 176 personas y su densidad de población era de 2,28 hab/km². Según su raza, el 97,16% de los habitantes eran blancos y el 2,27% amerindios o nativos de Alaska. Además, el 0,57% pertenecían a dos o más razas y, del total de la población, el 0,57% eran hispanos o latinos de cualquier raza.